# Aussevielle
Aussevielle település Franciaországban, Pyrénées-Atlantiques megyében. Lakosainak száma 833 fő (2022. január 1.). Aussevielle Denguin, Beyrie-en-Béarn, Poey-de-Lescar és Siros községekkel határos.

## Népesség
A település népességének változása:
| Lakosok száma | 778  | 787  | 816  | 785  | 779  | 790  | 805  | 813  | 833  |
|               | 2013 | 2015 | 2016 | 2017 | 2018 | 2019 | 2020 | 2021 | 2022 |